# Tessa Khan
Pour les articles homonymes, voir Khan (homonymie).
Tessa Khan est une avocate spécialiste de l'environnement résidant au Royaume-Uni. Elle a cofondé et codirigé le Climate Litigation Network, qui prend en charge les affaires juridiques liées à l'atténuation du changement climatique et à la justice climatique.
Khan a fait valoir que les gouvernements nationaux ont sciemment profité de l'augmentation des niveaux de dioxyde de carbone et causé des dommages à l'environnement, y compris dans le cadre du Climate Case Ireland (en), précédent important au niveau mondial.

## Biographie
Tessa Khan a été impliquée dans le droit et la campagne de sensibilisation pour les droits de l'homme. 
En Thaïlande, elle a travaillé pour une organisation à but non lucratif de défense des droits des femmes. Pendant son séjour en 2015, elle a appris une décision de justice de La Haye ordonnant aux Pays-Bas de réduire leurs émissions de gaz à effet de serre. Inspirée par l'affaire, Khan a déménagé à Londres pour rejoindre l'équipe juridique de la Fondation Urgenda.
Khan a cofondé le Climate Litigation Network avec la Fondation Urgenda pour soutenir les procès climatiques à travers le monde. Elle est codirectrice du Climate Litigation Network. Grâce à l'organisation, elle a aidé avec succès des groupes d'activistes à poursuivre leurs propres gouvernements. Il traite des procès dans le monde entier, notamment au Canada, aux Pays-Bas, en Nouvelle-Zélande, en Norvège, au Pakistan et en Corée du Sud. 
Elle a soutenu des procès aux Pays-Bas et en Irlande qui ont réussi à remettre en question l'adéquation des plans gouvernementaux de réduction des émissions,. En décembre 2019, dans l'affaire État des Pays-Bas c. Fondation Urgenda (en), la Cour suprême des Pays-Bas a ordonné au gouvernement de réduire la capacité des centrales au charbon et de superviser environ 3 milliards d'euros d'investissements pour réduire les émissions de carbone. La victoire a été décrite par The Guardian comme «le procès climatique le plus réussi à ce jour». 
En août 2020, dans ce qu'on appelle Climate Case Ireland (en), la Cour suprême d'Irlande a décidé que son gouvernement devait élaborer un nouveau plan plus ambitieux de réduction du carbone,. L'Irlande occupe le troisième rang des émissions de gaz à effet de serre par habitant parmi les pays de l'Union européenne. 
Tessa Khan a reçu le prix Climate Breakthrough en 2018. Time l'a incluse dans sa liste 2019 des 15 femmes menant la lutte contre le changement climatique. 